# Brakasjö
Brakasjö är en sjö i Marks kommun i Västergötland och ingår i Rolfsåns huvudavrinningsområde. Sjöns area är 0,033 kvadratkilometer och den är belägen 88 meter över havet.